# Clemmensen-reductie
De Clemmensen-reductie is een typische reductie in de organische chemie, die traditioneel wordt uitgevoerd met zinkamalgaam in zoutzuur.
Ze is bij uitstek geschikt om aldehyden en ketonen te reduceren tot koolwaterstoffen. De clemmensen-reductie wordt weleens omschreven als de tegenhanger van de Wolff-Kishner-reductie omdat de Clemmensen-reductie wordt uitgevoerd in sterk zuur medium, waar de Wolff-Kishner-reductie in sterk basisch medium wordt uitgevoerd.
Een variant van de Clemmensen-reductie kan gebruikt worden om nitro-gesubstitueerde benzeenverbindingen te reduceren tot amines; die op hun beurt met salpeterig zuur omgezet kunnen worden tot diazoniumzouten, die in vele organische syntheses een belangrijke rol spelen.